# اتو بومبل
اتو بومبل (انگلیسی: Otto Bumbel; ۶ ژوئیهٔ ۱۹۱۴ – ۲ اوت ۱۹۹۸) بازیکن فوتبال اهل برزیل بود.
از باشگاه‌هایی که در آن بازی کرده‌است می‌توان به باشگاه فوتبال فلامینگو و باشگاه فوتبال کورینتیانس اشاره کرد.
قبل از رفتن به اسپانیا، بومبل در کاستاریکا با ساپریسا فعال بود و این باشگاه را به اولین قهرمانی خود در لیگ پریمرا دیویزیون در طول فصل ۱۹۵۲–۱۹۵۳ هدایت کرد.

## افتخارات دوران مربی‌گری
- لیگ برتر فوتبال کاستاریکا
  - قهرمان
    - دپورتیوو ساپریسا - ۱۹۵۳[۷]
- کوپا دل ری
  - قهرمان
    - اتلتیکو مادرید - ۱۹۶۵–۱۹۶۴[۸]